# (2133) Franceswright
(2133) Franceswright est un astéroïde de la ceinture principale.

## Description
(2133) Franceswright est un astéroïde de la ceinture principale. Il fut découvert le 20 novembre 1976 à Harvard par l'Observatoire de l'université Harvard. Il présente une orbite caractérisée par un demi-grand axe de 2,41 UA, une excentricité de 0,18 et une inclinaison de 6,9° par rapport à l'écliptique.

## Nom
Cet astéroïde a été nommé en l'honneur de Frances Woodworth Wright (1897-1989), astronome de l’université Harvard qui enseignait la navigation céleste aux officiers de la Marine, et membre, de longue date, de l'observatoire de l'université Harvard, connue pour ses recherches sur les météorites, la poussière cosmique extraterrestre et les étoiles variables, et vénérée pour avoir aidé des générations de navigateurs à revenir sains et saufs au port.
En plus d'un demi-siècle de recherche et d'enseignement, Mlle Wright a mené des études allant des poussières cosmiques appelées sphérules, au calcul de la brillance des galaxies et à l'observation des comètes et des météorites. Sa spécialité était la navigation céleste, le guidage des navires par les étoiles. Parmi ses étudiants se trouvaient des ingénieurs de l'armée et des officiers de la marine inscrits à des cours spéciaux pendant la Seconde Guerre mondiale. Elle a également enseigné aux étudiants de premier cycle, et aux marins du week-end à Harvard, et a écrit trois livres sur la navigation par les étoiles.
Mlle Wright a enseigné l'astronomie et les mathématiques à  Elmira College à New York avant de se rendre à Harvard en 1928, où elle est devenue conférencière. Elle a obtenu un doctorat en astronomie du Radcliffe College en 1958 et a pris sa retraite en 1971.

## Compléments